# 我不是弱者
《我不是弱者》（英語：Straw Dogs）是一部1971年英美心理驚悚片，由山姆·畢京柏執導並與大衛·澤拉格·古德曼編寫劇本，達斯汀·霍夫曼及蘇珊·喬治主演。電影改編自喬治·威廉姆斯的1969年小說《農場圍攻》，講述一名美國天體數學家與英國妻子來到英格蘭鄉村居住，但遭到當地的一群混混持續騷擾。電影的原文片名取自《道德經》中的一段論述，其中將人比作中國古代祭祀用的芻狗，芻狗用來比喻任何用過後被丟棄的東西。
《我不是弱者》1971年11月25日在英國倫敦首映。本片以暴力的第三幕與兩場詳細的強姦戲而聞名，為此遭多家電影分級委員會審查，加上同年上映的《發條橘子》、《霹靂神探》、《緊急追捕令》，引發了人們對電影中暴力內容普遍增多的激烈爭議。但《我不是弱者》仍獲奥斯卡最佳原创音乐奖提名，並被部分影評人列入畢京柏的傑作陣容之中。
本片被洛·路瑞重拍成2011年電影《暴力正義》，由詹姆斯·馬斯登與凱特·柏絲沃主演。

## 劇情
美國應用數學家大衛·山姆納打算好好研究恆星結構，帶著妻子艾咪來到了康沃爾鄉間，並搬進艾咪家鄉韋克利（Wakely）村附近的一間房子。艾咪的前男友查理·文納常與朋友諾曼·史卡特、克里斯·考西和菲爾·里德威混在一起，對娶了自己人的外來客大衛感到不滿。曾是罪犯的史卡特向考西透露，自己嫉妒文納和艾咪過去的戀情。文納的叔叔湯姆·赫登是酒鬼，憂心於十幾歲的女兒珍妮絲正與智力缺陷的亨利·尼爾斯調情。
山姆納夫婦租下了曾屬於艾咪父親的一棟偏僻的農舍，名為特倫徹斯農場（Trenchers Farm），並僱用史卡特和考西來翻修車庫的屋頂，文納隨後帶著表弟鮑比來幫忙。大衛和艾咪的關係日益緊張；艾咪批評大衛離開動盪不安、政治化的美國大學的真正原因是膽怯。大衛仍將心力放在研究上，無視文納等人的敵意和艾咪的不滿。他的冷漠導致艾咪經常惡作劇，並對工人們，尤其是文納，表現出調戲的舉止。
當大衛發現他們的貓死在衣櫃裡時，艾咪認為是考西或史卡特所為，催促大衛去質問工人們。但大衛膽怯，反而接受工人們的邀約一同去打獵去打獵；他們把大衛帶到荒原並獨留原地，承諾會把鳥兒趕到他身邊。文納藉機去了特倫切斯農場，強暴了艾咪；但艾咪在被施暴的期間似乎逐漸享受其中。史卡特悄悄地進來，用槍指著文納示意離開，然後強暴了艾咪，文納不情願地把她壓制在地。晚上，大衛回家並不滿工人們拋棄自己，但艾咪卻對強暴一事隻字不提，僅僅含糊暗示。
大衛因工人們進展緩慢而解雇了他們。之後，夫妻倆參加了教會的社交晚會，艾咪看到強暴者後心煩意亂。珍妮絲邀請亨利一起離開，在一棟遠離人群的建築物裡開始勾引他。珍妮絲的哥哥注意到她與亨利的失蹤，便被赫登派去找人。亨利在阻止珍妮絲的呼喊時驚慌失措，不小心將人窒息。山姆納夫婦提早離場，駕車穿過濃霧，不小心撞到了逃離現場的亨利。他們把受傷的亨利帶回家，並打電話到酒吧報告了此事故。赫登、史卡特、文納、考西和里德威醉醺醺地敲響了山姆納家的門。大衛推斷他們想私刑處死亨利，無視艾咪的苦苦哀求，堅持拒絕讓他們把人帶走。這場僵局似乎激發了大衛內心的領地意識：「我絕不允許暴力侵害房子。」
當地治安官約翰·史考特少校趕到現場試圖平息事態，但在肢體衝突中被赫登意外射殺。之後湯姆帶領工人們試圖闖入房子，大衛則臨時製作了各種陷阱和武器來抵禦入侵者。他無意中迫使赫登朝自己的腳開槍，將里德威打暈，然後用撥火棒打死考西。文納用槍指著大衛，但被艾咪的尖叫聲打斷，史卡特企圖再次強暴她。史卡特建議文納再次強暴他，但被文納開槍打死。大衛解除了文納的武裝，並在隨後的搏鬥中用捕人器夾斷了對方的脖子致死。大衛回想起眼前的慘狀，對自己的暴力行為感到驚訝；隨後，里德威起身襲擊了他，但被艾咪開槍打死。
大衛將艾咪獨留在房子，開車送亨利回村子。亨利稱自己不知道回家的路，大衛回覆：「沒關係，我也不知道。」

## 演員
- 達斯汀·霍夫曼飾演大衛·山姆納（David Sumner）
- 蘇珊·喬治（英语：Susan George (actress)）飾演艾咪·山姆納（Amy Sumner）
- 彼得·禾根飾演湯姆·赫登（Tom Hedden）
- T·P·麥肯納（英语：T. P. McKenna）飾演約翰·史考特少校（Major John Scott）
- 德爾·海尼（英语：Del Henney）飾演查理·文納（Charlie Venner）
- 吉姆·諾頓（英语：Jim Norton (Irish actor)）飾演克里斯·考西（Chris Cawsey）
- 唐納德·韋伯斯特（Donald Webster）飾演菲爾·里德威（Phil Riddaway）
- 肯·哈奇森（英语：Ken Hutchison）飾演諾曼·史卡特（Norman Scutt）
- 倫·瓊斯（英语：Len Jones）飾演鮑比·赫登（Bobby Hedden）
- 莎莉·湯姆塞特（英语：Sally Thomsett）飾演珍妮絲·赫登（Janice Hedden）
- 鮑伯·基岡（英语：Bob Keegan (actor)）飾演哈利·韋爾（Harry Ware）
- 彼得·阿恩（英语：Peter Arne）飾演約翰·尼爾斯（John Niles）
- 柯林·弗蘭（英语：Colin Welland）飾演巴尼·胡德牧師（Reverend Barney Hood）
- 切麗娜·沙爾（Cherina Schaer）飾演露易絲·胡德（Louise Hood）
- 大衛·華納飾演亨利·尼爾斯（Henry Niles，未掛名）[16]
- 麥可·蒙德爾（Michael Mundell）飾演伯蒂·赫登（Bertie Hedden，未掛名）
- 茱恩·布朗（英语：June Brown）飾演赫登夫人（Mrs Hedden，鏡頭刪減）
- 克蘿伊·弗蘭克斯（英语：Chloe Franks）飾演艾瑪·赫登（Emma Hedden，鏡頭刪減）

## 製作

### 發展
山姆·畢京柏之前的兩部電影《日落黃沙》（1969年）和《牛郎血淚美人恩》（1970年）皆由華納兄弟-七藝所製作。《牛郎血淚美人恩》拍攝混亂，超出預定計畫19天，超支300萬美元（折合約2023年的1800萬美元），之後他與該公司的合作關係就此結束。畢京柏因導演工作機會有限，被迫前往英國執導《我不是弱者》。本片由丹尼爾·梅爾尼克監製，1966年曾與畢京柏合作拍攝了電視電影《中午酒》。劇本改編自喬治·威廉姆斯的1969年小說《農場圍攻》；畢京柏對此表示：「大衛·澤拉格·古德曼和我坐下來，試圖從這本爛書中找出淘點金。我們做到了，唯有圍攻戰被我們保留下來。」

### 選角
片方在選中達斯汀·霍夫曼之前，博·布里奇斯、史戴西·奇屈、薛尼·鮑迪、傑克·尼克遜和唐納·蘇德蘭都曾登上扮演大衛·山姆納（David Sumner）的考慮名單。大衛是個沒有意識到自己的感受與暴力傾向的和平主義者，霍夫曼因在社會上遭遇的不公而感同身受，同意出演該角。片方曾考慮茱蒂·吉森、杰奎琳·比塞特、戴安娜·瑞格、海倫·美蘭、卡蘿·懷特、夏綠蒂·蘭普琳及海莉·米尔斯出演艾咪（Amy）一角，但最終選擇了蘇珊·喬治。霍夫曼反對女主角的人選，認為大衛永遠不會娶那種「蘿莉塔風格」的女孩。畢京柏考量喬治當時在美國還是個名不見經傳的演員，堅持此選擇。

### 拍攝
電影在康沃爾郡彭赞斯附近的聖布里安周圍進行外景拍攝，包含聖布里安教堂。內景則在倫敦的特威克納姆電影製片廠拍攝。圍攻戰的外景在康沃爾郡的夜景中拍攝，而相同場景的內部則在倫敦拍攝而成。雷·西姆擔任本片的美術指導。

## 發行
《我不是弱者》1971年11月25日在英國倫敦首映。1971年12月22日，電影的美國首映在洛杉磯舉行。

## 反響

### 票房
本片在北美的租金收入為450萬美元，在其他國家的租金收入為350萬美元。到1973年，電影的總利潤已達142.5萬美元。1983年，電影票房收入總計1114萬美元。

### 評價
本片在爛番茄網站上根據45位影評人的評分，新鮮度達82%；共識評論：「《我不是弱者》是對男子氣概的暴力及挑釁程度的沉思，震撼人心但絕對不適合膽小者觀看。」
《每月電影通報》評論道：「畢京柏能拋棄超自然主義、夢境片段等多餘的幻想元素，而是依靠反覆強調的報復動機，設定了一種細緻的現實主義基調，從喜劇升級到險惡再到令人震驚，營造出一種不斷升級的威脅氣氛。雖然畢京柏棄用了多種技巧來擾亂觀眾的『理性』；最引人注目的是，他快速地交叉剪輯同時發生但地理位置不同的事件，以暗示事件之間的因果關係，並串聯在同一情節脈絡中……同樣看點十足的達斯汀·霍夫曼從滑稽、書生氣十足的《畢業生》形象逐漸轉變為重頭戲中面色蒼白的狂熱分子。他的角色是另一種公式——危機中蘊含英雄氣概的小人物之變體……《我不是弱者》有望成為恐怖片的經典之作，成為不可不看的畢京柏傑作。」

### 獎項
傑瑞·菲爾丁譜寫的原創配樂獲第44屆奧斯卡金像獎最佳原创音乐奖提名，成為他繼《日落黃沙》之後，第二次憑藉畢京柏電影獲得提名。

## 備註
1. ↑  或105萬英鎊[6]、325萬美元[7]。

## 外部連結
- 互联网电影数据库（IMDb）上《我不是弱者》的资料（英文）
- Box Office Mojo上《我不是弱者》的资料（英文）
- 爛番茄上《我不是弱者》的資料（英文）